# Pittman
Pittman és una concentració de població designada pel cens dels Estats Units a l'estat de Florida. Segons el cens del 2000 tenia 192 habitants.

## Demografia
Segons el cens del 2000, Pittman tenia 192 habitants, 69 habitatges, i 58 famílies. La densitat de població era de 57,9 habitants/km².
Dels 69 habitatges en un 34,8% hi vivien nens de menys de 18 anys, en un 66,7% hi vivien parelles casades, en un 8,7% dones solteres, i en un 15,9% no eren unitats familiars. En el 15,9% dels habitatges hi vivien persones soles el 10,1% de les quals corresponia a persones de 65 anys o més que vivien soles. El nombre mitjà de persones vivint en cada habitatge era de 2,78 i el nombre mitjà de persones que vivien en cada família era de 2,97.
Per edats la població es repartia de la següent manera: un 23,4% tenia menys de 18 anys, un 12,5% entre 18 i 24, un 23,4% entre 25 i 44, un 29,2% de 45 a 60 i un 11,5% 65 anys o més.
L'edat mediana era de 37 anys. Per cada 100 dones de 18 o més anys hi havia 104,2 homes.
La renda mediana per habitatge era de 16.375 $ i la renda mediana per família de 4.896 $. Els homes tenien una renda mediana de 31.250 $ mentre que les dones 0 $. La renda per capita de la població era de 17.113 $. Entorn del 52,2% de les famílies i el 28,2% de la població estaven per davall del llindar de pobresa.

## Poblacions més properes
El següent diagrama mostra les poblacions més properes.